# Rendez-Vous (album Rendez-Vous)
Rendez-Vous – debiutancki album zespołu Rendez-Vous wydany w 1986 przez wytwórnię Polskie Nagrania. Płyta zawiera największy przebój zespołu pt. „A na plaży... (Anna)”. W 2002 dokonano reedycji albumu uzupełniając go utworem „Shiny – Wet” (anglojęzyczna wersja piosenki „Kradnij mnie”). W 2022 nakładem GAD Records wydana została kolejna reedycja zawierająca sześć dodatkowych utworów.

## Lista utworów
LP, MC 1986
1. „A na plaży... (Anna)” (muz. A. Stańczak / Z. Kosmowski - sł. Z. Kosmowski) – 3:40
2. „W każdą złą noc” (muz. A. Stańczak / Z. Kosmowski - sł. Z. Kosmowski – 4:50
3. „Trafiony tobą” (muz. A. Stańczak / W. Młotecki - sł. Z. Kosmowski) – 5:45
4. „Zawsze o północy” (muz. A. Stańczak ) – 5:15
5. „Maszyna zła” (muz. A. Stańczak / Z. Kosmowski - sł. Z. Kosmowski) – 4:35
6. „Nie okłamuj” (muz. A. Stańczak - sł. Z. Kosmowski) – 4:35
7. „Nie umiem Cię” (muz. A. Stańczak / Z. Kosmowski - sł. Z. Kosmowski)  – 4:45
8. „Jestem w gwiazdach” (muz. A. Stańczak / W. Młotecki - sł. Z. Kosmowski) – 5:45

CD 2002
1. „Shiny – Wet” (muz. Z. Kosmowski / A. Stańczak - sł. Z. Kosmowski) – 3:00

CD 2022
1. „I na okrągło”
2. „Przez auta szybę”
3. „Na skrzyżowaniu ulic”
4. „Kradnij mnie”
5. „Leż bez słów”
6. „Shiny-Wet”

## Twórcy
- Ziemowit Kosmowski – wokal, gitara basowa
- Andrzej Stańczak – gitara
- Wojciech Młotecki – perkusja